# یواس‌اس آیووا (بی‌بی-۴)
یواس‌اس آیووا (بی‌بی-۴) (به انگلیسی: USS Iowa (BB-4)) یک کشتی بود که طول آن ۳۶۰ فوت (۱۱۰ متر) بود. این کشتی در سال ۱۸۹۶ ساخته شد.